# Joanna Kerns
Joanna Kerns, de son vrai nom 	Joanna Crussie DeVarona, est une actrice et réalisatrice américaine née le 12 février 1953 à San Francisco, en Californie.

## Biographie
Fille d'un agent en assurance et d'une gérante de magasin de vêtements, sœur cadette de la nageuse Donna De Varona et nièce de l'actrice Miriam Cooper, elle commence sa carrière d'actrice en 1976, et c'est avec la série Quoi de neuf docteur ?, dans le rôle de Maggie Seaver, qu'elle interprète de 1985 à 1992, qu'elle se fait connaître du grand public.
Depuis elle alterne rôles à la télévision et au cinéma. Elle est également réalisatrice pour des épisodes de séries télévisées comme Urgences, Boston Public, Ally McBeal, Dawson et Grey's Anatomy.

## Filmographie

### comme actrice
- 1976 : King Kong revient (Ape), de Paul Leder : Marilyn Baker
- 1976 : Starsky et Hutch (TV) : Joy (Saison 2 Épisode 3)
- 1976 : Drôles de dames (TV) : Natalie (Saison 1 Épisode 24)
- 1976 : The Million Dollar Rip-Off (TV) : Jessie
- 1977 : La croisière s'amuse (TV) : Beth (Saison 1 Épisode 9)
- 1978 : Morts suspectes (Coma) : Diane
- 1980 : Marriage Is Alive and Well (TV) : Meg
- 1981 : Magnum (TV) : Mary Kanfer (Saison 2 Épisode 20)
- 1982 : A Wedding on Walton's Mountain (TV) : Doris Marshall
- 1982 : Mother's Day on Waltons Mountain (TV) : Doris Marshall
- 1983 : V (TV) : Marjorie Donovan
- 1984 : The Four Seasons (série télévisée) : Pat Devon
- 1984 : The Return of Marcus Welby, M.D. (TV)
- 1984 : Rick Hunter (TV) : Dr Kettering
- 1985 : Tonnerre mécanique (Street Hawk) (TV) : Mona Williams (Épisode 9)
- 1985 : A Bunny's Tale (TV) : Andrea
- 1985 : La Course au bonheur (Stormin' Home) (TV) : Lana Singer
- 1985 : The Rape of Richard Beck (TV) : Anita Parrish
- 1985 : Quoi de neuf docteur ? (TV) : Maggie Seaver
- 1987 : Mistress (TV) : Stephanie
- 1987 : Cross My Heart : Nancy
- 1989 : Street Justice : Catherine Watson
- 1989 : Vivre sans elle (Those She Left Behind) (TV) : Diane Pappas
- 1989 : The Preppie Murder (en) (TV) : Linda Fairstein
- 1990 : Confiance aveugle (en) (Blind Faith) (TV) : Maria Marshall
- 1990 : Le Grand Tremblement de terre de Los Angeles (The Big One: The Great Los Angeles Earthquake) (TV) : Dr Clare Winslow
- 1991 : An American Summer : Aunt Sunny
- 1991 : Jusqu'à ce que le crime nous sépare (Deadly Intentions... Again?) (TV) : Sally
- 1991 : Captive (TV) : Kathy Plunk
- 1992 : The Nightman (TV) : Eve
- 1992 : Desperate Choices: To Save My Child (en) (TV) : Mel Robbins
- 1993 : Le Fracas du silence (Not in My Family) (TV) : Veronica Ricci
- 1993 : The Man with Three Wives (TV) : Katy
- 1993 : Shameful Secrets (TV) : Maryanne Walker-Tate
- 1994 : No Dessert, Dad, Till You Mow the Lawn : Carol Cochran
- 1994 : Attente mortelle (Mortal Fear) (TV) : Dr Jennifer Kessler
- 1995 : La Mémoire volée (See Jane Run) (TV) : Jane Ravenson
- 1995 : Dix ans d'absence (Whose Daughter Is She ?) (TV) : Laura Eagerton
- 1996 : No One Could Protect Her : Jessica Rayner
- 1996 : Terror in the Family (TV) : Cynthia Martin
- 1997 : Mother Knows Best (TV) : Celeste Cooper
- 1997 : Sisters and Other Strangers (TV) : Gail Connelly Metzger
- 1998 : Emma's Wish (TV) : Emma
- 1999 : Sous le charme d'un intrus (At the Mercy of a Stranger) (TV) : Elizabeth Cooper
- 1999 : Une vie volée (Girl, Interrupted) : Annette Kaysen
- 2000 : The Growing Pains Movie (TV) : Maggie Seaver
- 2001 : All Over the Guy de Julie Davis (en): Lydia
- 2001 : Someone to Love (TV) : Matt's Mother
- 2004 : Growing Pains: Return of the Seavers (TV) : Maggie Seaver

### comme réalisatrice
- 1995 : Hope & Gloria (série télévisée)
- 1996 : Remember WENN (série télévisée)
- 1996 : Susan! ("Suddenly Susan") (série télévisée)
- 1996 : Clueless ("Clueless") (série télévisée)
- 1998 : Dawson ("Dawson's Creek") (série télévisée)
- 1998 : Any Day Now ("Any Day Now") (série télévisée)
- 2000 : La Vie avant tout ("Strong Medicine") (série télévisée)
- 2000 : That's Life (série télévisée)
- 2000 : Boston Public ("Boston Public") (série télévisée)
- 2002 : Leap of Faith (série télévisée)
- 2003 : The O'Keefes (en) (série télévisée)
- 2003 : La Loi d'une mère (Defending Our Kids: The Julie Posey Story) (TV)
- 2004 : Growing Pains: Return of the Seavers (TV)
- 2005 : Urgences (série télévisée) (Plusieurs Épisodes)
- 2006 : Médium (série télévisée) (Saison 3 Épisode 20)
- 2006 : Psych : Enquêteur malgré lui (série télévisée) (Plusieurs Épisodes)
- 2008 : Grey's Anatomy (série télévisée) (Saison 5 Épisode 7)